# 普洛 (维斯普雷姆州)
普洛，是匈牙利维斯普雷姆州所辖的一个村，总面积14.64平方公里，总人口207，人口密度14.1人/平方公里（2010年1月1日）。